# Zygaena erythrus
Zygaena erythrus is een vlinder uit de familie bloeddrupjes (Zygaenidae). De wetenschappelijke naam is voor het eerst geldig gepubliceerd in 1806 door Hübner.
De soort komt voor in Europa.